# Alagón del Río
Alagón del Río (antigament conegut com a Alagón del Caudillo i, a partir del moment en què va ser declarat municipi independent, Alagón del Río) és un municipi de la província de Càceres, a Extremadura, a Espanya.
Va ser creat com a poblat de colonització els anys 1950 en el terme municipal de Galisteo, del qual es va independitzar el novembre del 2009.
Alagón del Río està connectat a Coria, Plasència, Navalmoral de la Mata i Galisteo per l'EX-108, al costat del qual s'està construint l'autovia EX-A1. Una carretera de regadius porta a Montehermoso i Carcaboso.

## Història

### Poblat de colonització
Alagón del Caudillo va ser creat com a poble de colonització, principalment per acollir a la població de Granadilla i Martinebrón que, amb la construcció del pantà de Gabriel y Galán quedarien sepultats baix les aigües. Amb el temps van anar establint-se persones de diferents procedències. Al costat d'Alagón es van construir d'altres poblats de colonització com a Valrío, El Batán, Puebla de Argeme i Rincón del Obispo. El 18 de març de 1955 es va aprovar el Decret del Pla General de Colonització de la zona regable de Gabriel i Galán, que es va publicar al BOE el 16 d'abril. L'Institut Nacional de Colonizatció es va encarregar de redactar el pla de colonització d'acord amb la llei. Després es van iniciar les obres d'infraestructura necessàries.
Es van realitzar grans obres hidràuliques, com el Pantà de Gabriel y Galán (la construcció del qual ja estava avançada), la Presa de Valdeobispo, canals i xarxes de séquies. D'altra banda, van començar les obres per al regadiu i colonitzar la zona. A partir de 1957 es va esbrossar i es va aplanar la devesa sobre la qual se situaria el nou poble i les parcel·les de conreu. La primera partida de colons va arribar a l'abril de 1958procedent de Granadilla. El 9 d'octubre va arribar un altre grup. Posteriorment van anar arribant grups de colons afectats pel pantà de la província de Salamanca, venint de pobles com Martinebrón (Sotoserrano), i d'altres pobles i alqueries de Las Hurdes.
Encara que a cada família li va ser assignat un habitatge i una parcel·la, van haver d'allotjar-se durant algun temps en unes naus, denominades barracots. Els primers habitatges van començar a lliurar-se a partir de 1960, encara que el subministrament elèctric no va arribar fins a 1964 i l'aigua corrent es va instal·lar el 1969. Durant aquests primers anys el poble estava incomunicat per carretera i per poder desplaçar-se fins Galisteo havien de travessar el riu amb barca i fer a peu la resta dels trams del camí. D'altra banda, tampoc existia cap mena de servei, i les primeres collites es van perdre per no estar conclosa la xarxa de canalització, obligant a diverses famílies a anar-se'n del poble per la mala situació econòmica. A poc a poc les coses van anar millorant i la gent va anar adaptant-se a la nova situació, recuperant la il·lusió i lluitant per millorar el poble.

### Pedania de Galisteo
El 1979, Alagón del Caudillo passa a dependre administrativament del municipi de Galisteo, al terme municipal al qual es trobava. L'alcalde de Galisteo anomenava un representant seu a Alagón del Caudillo. El 1983 es va anomenar per primera vegada un Regidor Especial Delegat per a Alagón del Caudillo, aquest mateix any va passar a dir-se simplement Alagón.
Els veïns volien que Alagón passés a ser un municipi independent, i el 1995 la coalició d'Esquerra Unida (IU) amb moviments juvenils, van portar a terme un referèndum per la independència del municipi, amb l'oposició del Partit Socialista Obrer Espanyol (PSOE) i Coalición Extremeña (CREx-PREx), On el 90% dels habitants van anar a votar, amb el 85% que varen votar SI la independència, els partits governants al municipi de Galisteo, partit socialista obrer espanyol (PSOE) i coalició extremenya (CREx-PREx), van haver d'acceptar que Alagón passés a ser entitat local menor.

### Entitat Local Menor
El 26 de novembre de 1996 la Junta de Extremadura va aprovar la constitució de l'Entitat Local Menor d'Alagón. Amb aquest decret s'iniciava el camí a la independència de Galisteo. El 7 de maig de 1997 la diputació de Càceres va designar una comissió gestora que governés l'entitat. El 23 de febrer de 1999 la Junta d'Extremadura va definir els límits territorials d'Alagón.

### Municipi
El 23 de desembre de 2008 es va fer una consulta popular per escollir el nom del nou municipi, en existir un municipi anomenat Alagó a la província de Saragossa. Els veïns van escollir el nom d'Alagón del Río. El 3 de juliol de 2009 la Junta d'Extremadura va declarar municipi a Alagón del Río.

## Patrimoni
Església parroquial catòlica sota l'advocació de l'Esperit Sant, a la diòcesi de Coria, inaugurada el 10 de novembre de 1958. En el seu interior hi ha una imatge del Crist de la Salut del segle xvi rescatat de Granadilla.

## Cultura
L'escut d'Alagón va ser aprovat mitjançant la «Ordre de 29 de juny de 2000, per la que s'aprova l'Escut Heràldic i la Bandera Municipal per a l'Entitat Local Menor d'Alagón», publicada en el Diari Oficial d'Extremadura l'11 de juliol de 2000 després d'ésser aprovada per la Consellera de Presidència María Antonia Trujillo Rincón. La junta veïnal havia aprovat l'escut el 24 de març i el mencionat escut va rebre informe favorable del Consell Assessor d'Honors i Distincions de la Junta d'Extremadura l'1 de juny. L'escut es defineix així: 
| « | Escudo en plata, dos ondas de azur sumadas de árbol arrancado de sinople, frutado de oro. En bordura de gules cuatro granadas de plata rajadas de gules. Timbrado de corona real cerrada. | » |

### Festes locals
Alagón celebra les següents festes locals: 
- Festa del Crist (14 de setembre).
- Dimarts de Carnestoltes.